# Omar Bogle
Omar Bogle, né le 26 juillet 1993 à Sandwell, est un footballeur anglais qui évolue au poste d'attaquant à Crewe Alexandra.

## Biographie
Avec le club de Grimsby Town, il inscrit 13 buts en cinquième division anglaise lors de la saison 2015-2016, puis 18 buts (ou 19 selon les sources) en quatrième division en 2016-2017. Lors de la saison 2015-2016, il est l'auteur d'un triplé, et de cinq doublés.
Le 17 août 2017, il rejoint le club de Cardiff City, équipe évoluant en EFL Championship (D2).
Le 31 janvier 2020, il est prêté à ADO Den Haag.
Le 29 janvier 2021, il rejoint Doncaster Rovers.
Le 27 janvier 2022, il rejoint Hartlepool United.
Le 30 juin 2022, il rejoint Newport County.
Le 5 juillet 2024, il rejoint Crewe Alexandra.

## Palmarès

### En club
- Cardiff City
  - Vice-champion de l'EFL Championship (D2) en 2018

- Portsmouth
  - Vainqueur de l'EFL Trophy en 2019

- Grimsby Town
  - Finaliste du FA Trophy en 2016